# バート・カールスハーフェン
バート・カールスハーフェン （ドイツ語: Bad Karlshafen, ドイツ語発音: [baːt karlsˈhaːfn̩] ( 音声ファイル)、低地ドイツ語: Korlshoawen) は、ドイツ連邦共和国ヘッセン州最北部のカッセル郡に属す温泉都市である。面積は 14.85 km2、人口 3,900 人のうち、2,300 人がバート・カールスハーフェン市区、1,600 人がその 3 km 南に位置するヘルマースハウゼン市区（1972年まで独立した町村であったルフトクアオルト（空気の清浄な保養地）である）に住んでいる。
1977年からカールスハーフェンはバート・カールスハーフェンと改名し、塩水泉やバロック都市の称号も請求している。

## 地理

### 位置
バート・カールスハーフェンは北ヘッセンの北の境界部に位置し、市のすぐ北西に位置するハノーフェルシェ・クリッペン沿いにはヘッセン州 - ニーダーザクセン州 - ノルトライン＝ヴェストファーレン州の三州州境があり、北のゾリングと南のラインハルトの森とにはさまれている。この市は、南から流れてきたディーメル川が東から流れてきたヴェーザー川に合流する河口に面する、海抜 95.6 m の位置に広がっている。この河口の南西にヘッシシェ・クリッペンがある。

### 隣接する市町村
バート・カールスハーフェンは、北は市町村に属さない地区であるゾリング、北東はボーデンフェルデ（ともにニーダーザクセン州ノルトハイム郡）、東は市町村に属さないグーツベツィルク・ラインハルツヴァルト、南はトレンデルブルク（ともにカッセル郡）、西はベーヴェルンゲン（ノルトライン＝ヴェストファーレン州ヘクスター郡）と境を接している。

## 歴史

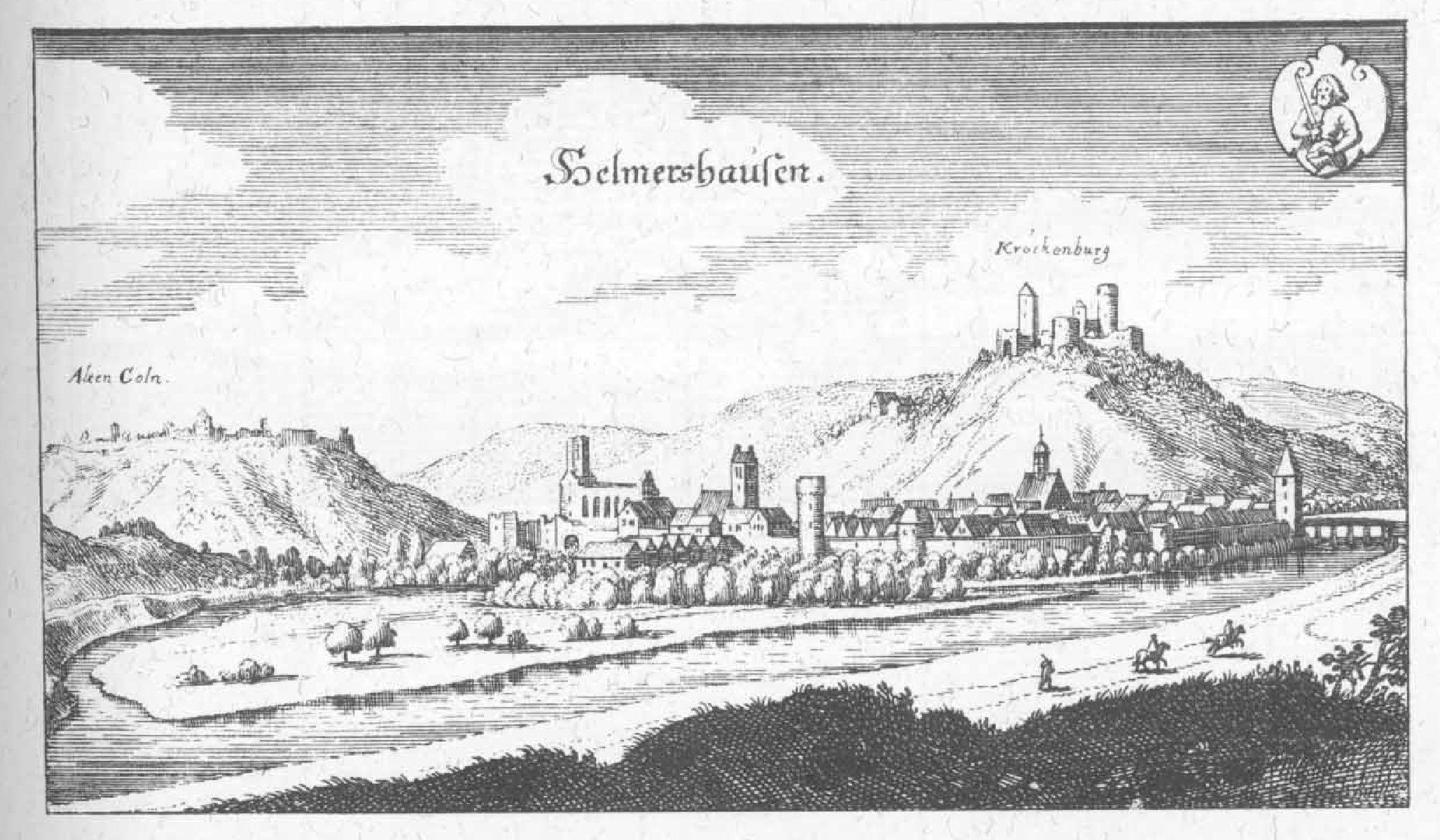
マテウス・メーリアンの銅版画に描かれたヘルマースハウゼン（1655年頃）

現在のバート・カールスハーフェン市区は、1699年に Sieburg (Syburg) としてヘッセン＝カッセル方伯カールによって、フランスから逃れたユグノー派の宗教難民の入植地として建設された。この集落の名は、ラインハルトの森北部にある 247 m の山ジーブルクに由来する。カール方伯はこの集落を新たな産業・商業都市とするよう命じ、技師で建築家のフリードリヒ・コンラーディが計画を立案した。このカール方伯運河を掘削するという野心的な計画は、ハン・ミュンデンでの関税を迂回するために、この街から方伯の宮廷都市カッセルまでの新しい水路を建設するものであった。この計画は、一部が実現しただけであった。カールスハーフェン市に関する他の計画も同様に一部のみで頓挫した。1717年にこの町は、宮廷建築家 Paul du Ry によって、Carlshaven と改名された。この新しいバロック都市の最初の住民はユグノー派信者とヴァルド派信者であった。
歴史的にはこれよりもかなり旧い街であるかつてのヘルマースハウゼン市は1972年からバート・カールスハーフェンの市区になっている。バロックの旧市街の高台、ヴェーザー川の対岸に後に建設された庭園都市は新たな居住空間を創りだした。1704年に身体障害者用施設が建設された。この施設は1918年まで、負傷したヘッセン兵やその家族の終身宿舎として利用された。
1730年にユグノー派信者の薬剤師 Jacques Galland が塩水泉を発見した。1763年にはポンプ場と3基の枝条架装置（塩水を蒸発させ濃縮する装置）からなる製塩所が設けられた。やがて塩の販売の他に温泉・療養施設の建設がなされた。1935年から、Carlshafen は Karlshafen と改められ、1977年からは Bad Karlshafen と改名された（Bad は温泉地を示す。）

### 人口推移
| 時期      | 人口（人） | ヘルマースハウゼンとの合計人口（人） |
| --------- | ---------- | ------------------------------------ |
| 1885年    | 1,600      | 2.901                                |
| 1895年    | 1,724      | 3,038                                |
| 1939年    | 2,224      | 3,565                                |
| 1958年    | 3,135      | 4,829                                |
| 1961年    | 3,031      | 4,676                                |
| 1970年    | 2,910      | 4,674                                |
| 2006年    |            | 4,047                                |
| 2008年6月 |            | 3,975                                |
| 2009年1月 |            | 3,724                                |

## 行政

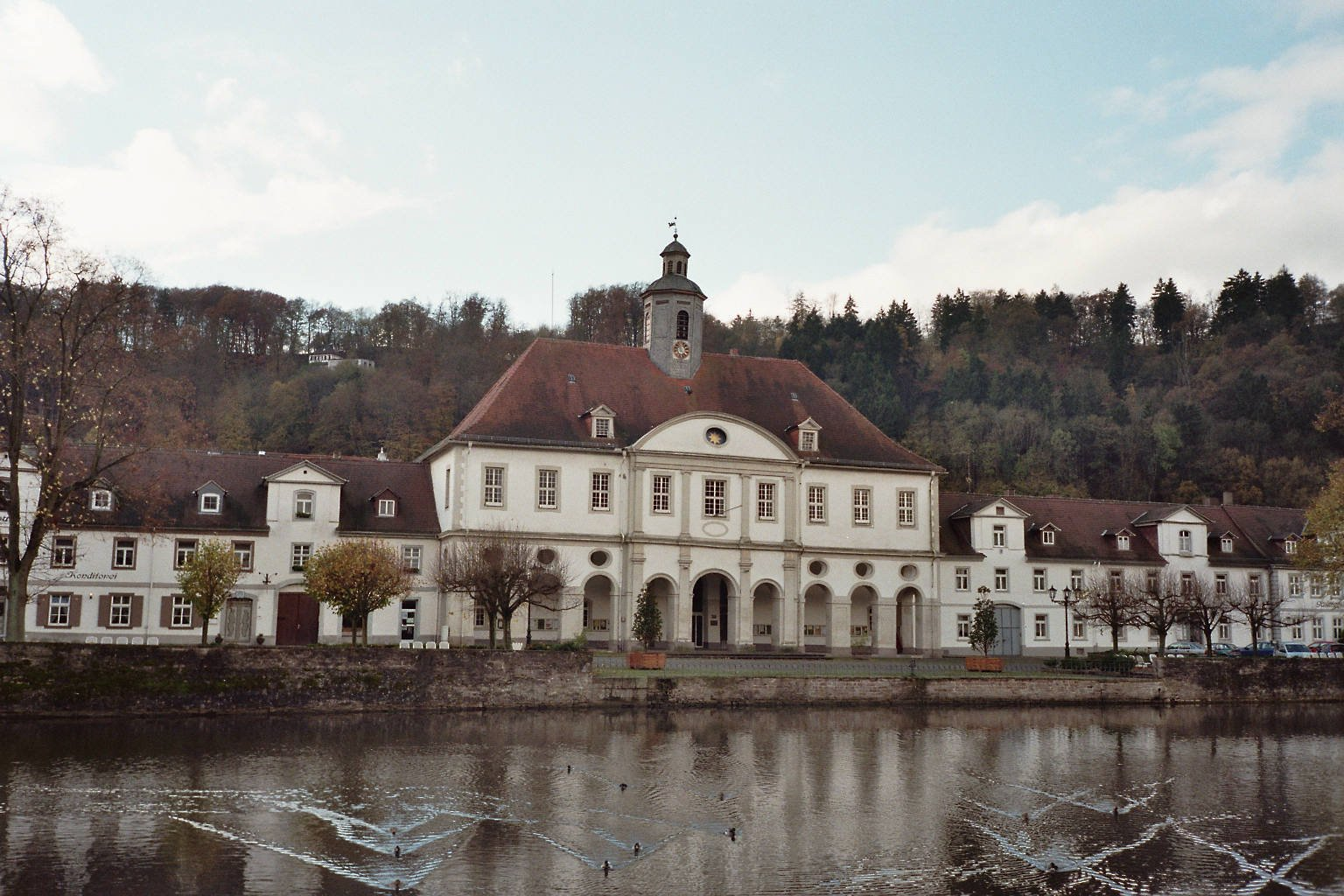
バート・カールスハーフェン市庁舎

### 市長
2005年4月10日の直接選挙で、CDUの候補（後に無所属となる）ウルリヒ・オットーは、62.94 % の票を獲得し、対立候補のロルフ・シュリースマン (SPD) を破った。2011年の市長選挙でも無所属となったオットーは 78.32 % の票を獲得した。
2017年5月の市長選挙でマルクス・ディトリヒ（FWGとCDUの推薦）が勝利した。この選挙の投票率は 66.7 % であった。

### 市議会
バート・カールスハーフェンは、19議席からなる。

### 姉妹都市
- 's-Gravenzande（オランダ、南ホラント州ヴェルトラントの市区）1961年
- Bad Suderod（ドイツ、ザクセン＝アンハルト州クヴェードリンブルクの市区）1990年

## 経済と社会資本

### 健康
- ヘルマースハウゼン郡立病院。公立の北ヘッセン健康ホールディングス AG の子会社であるカッセル郡立病院 GmbH に属している。
- カロリヌム - ドクター・エーベル、整形外科、神経学科、老年医学、リハビリテーションの専門クリニック

### 交通

#### 道路
バート・カールスハーフェンは、ハレ (ザーレ)に至り連邦道B83号線に合流する連邦道B80号線の始点である。連邦アウトバーンA7号線の最寄りのインターチェンジは約 40 km 離れたハン・ミュンデンにある。ほぼ同じ距離に、パーダーボルン＝リップシュタット空港につながるA44号線のインターチェンジがある。

#### 自転車道
広域自転車道 R1号線（ブローニュ＝シュル＝メールからサンクトペテルブルクに至るヨーロッパ遊歩道）がこの街を通り、ヒルシュホルンを発したヘッセン自転車道 R4号線がこの街を終点としている。この他に、ハン・ミュンデンからクックスハーフェンに通じるヴェーザー自転車道 (R99) やウッセルン（ヴィリンゲン (ウプラント)内の地区）からバート・カールスハーフェンまでのディーメル自転車道がある。

#### 鉄道

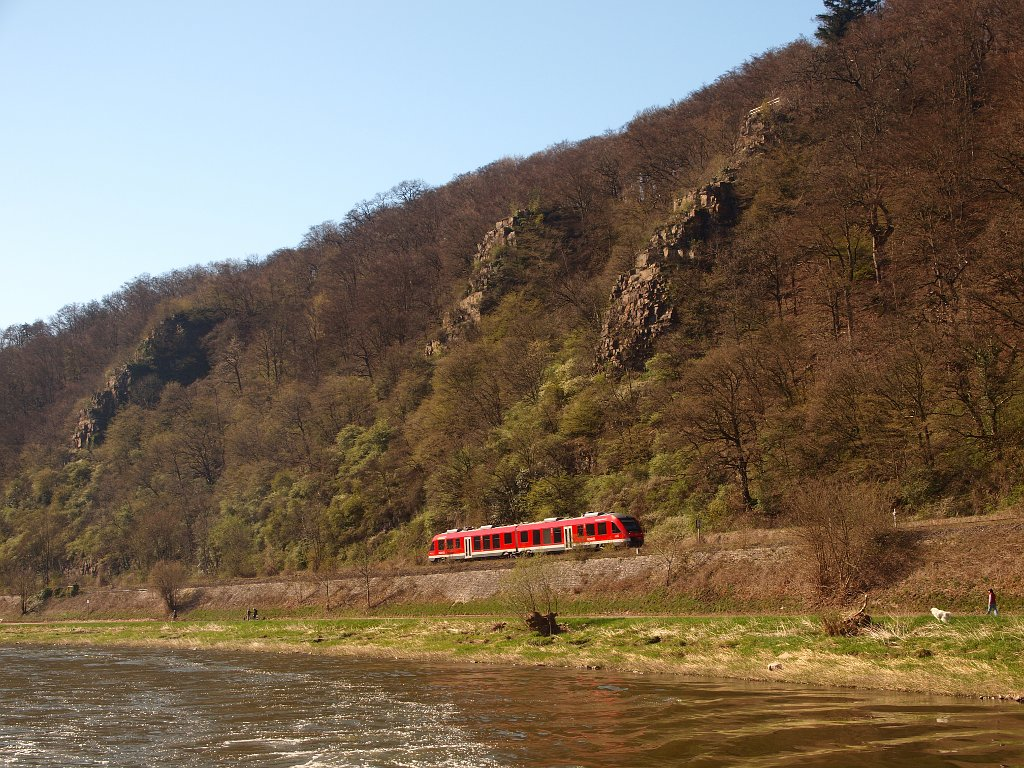
バート・カールスハーフェン付近を走るゾリング鉄道。背後にハノーフェルシェ・クリッペン、手前にヴェーザー川が見える。

グレーベンシュタインからヒュンメ（ホーフガイスマーの市区）を経由してバート・カールスハーフェンまでの27.92kmは、1848年3月30日にカールス鉄道 (Carlsbahn) という名称で開通したヘッセン選帝侯領最初の鉄道で、バート・カールスハーフェン・リンケス・ウーファー（バート・カールスハーフェン左岸駅）からヒュンメを経由してカッセルに通じていた。ヒュンメまでの旅客運行は1966年に廃止され、トレンデルブルクとバート・カールスハーフェンとの間の貨物輸送も同様であった。この鉄道のヒュンメまでの区間は1986年に最終的に廃止された。
カールス鉄道が廃止されるまでこの街には2つの駅があったが、現在残っているのはバート・カールスハーフェン・レヒテス・ウーファー（バート・カールスハーフェン右岸駅）だけである。この駅はオットベルゲン（ヘクスターの市区） - ボーデンフェルデ - ノルトハイムを結ぶゾリング鉄道の駅であり、DBレギオが2時間ごとにレギオナルバーンを運行している。この路線は、旧カールス鉄道とは接続していなかった。1990年代のゾリング鉄道の単線縮小化に伴って、この駅も縮小された。
この街は北ヘッセン交通連盟に加盟している。しかしこの駅は、2つのニーダーザクセン州の駅、ボーデンフェルデとラウエンフェルデ＝ベーヴェルンゲンにはさまれて孤立しており、このため南ニーダーザクセン交通連盟の料金に従っている。また、ノルトライン＝ヴェストファーレン州方面への交通機関はパーダーボルン＝ヘクスター近郊交通連盟の「ホッホシュティフト料金」やノルトライン＝ヴェストファーレン料金に従うものもある。

#### 港
4月から10月までの期間、ヘクスターおよびエーデルスハイム（オーバーヴェーザーの地区）行きのヴェーザー川定期船が利用できる。この定期船は Flotte Weser und die Weserschiff-Linie 2000 が運営している。

## 文化と見所

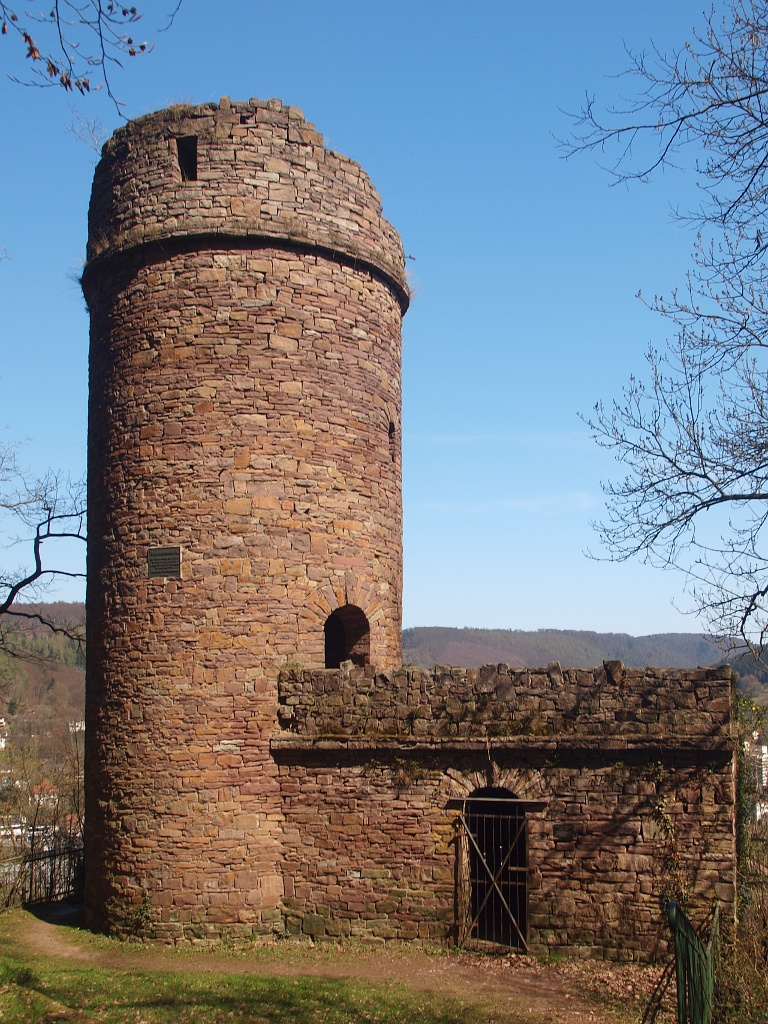
ユグノー派の塔

シンメトリーに配置された通りを持つバロック様式の町並みが、いくつかの場所で強い印象を残している。主な建物としては、港に直接面し堂々とした寄せ棟の屋根とその中央に小塔を戴く姿が目立つ旧税関倉庫（現在の市庁舎）がある。この建物は1715年から1718年に建設され、方伯が訪れた際には宿舎として利用された。ここを起点として、当初はマールブルクまで掘削される予定であったが、結局わずかにヒュンメまでしか掘り進められなかったラントグラーフ・カール運河（カール方伯運河）の名残を見ることができる。
バート・カールスハーフェンの西外れ、ヘッシシェ・クリッペンにユグノー派の塔（海抜約 190 m）がある。この塔はハイキングの目的地として知られており、ここからは街を見下ろす良い眺望が得られる（修復完了までの間、閉鎖されている）。
さらにヴェーザー川の対岸、すなわち右岸側にハノーフェルシェ・クリッペンが森に覆われた斜面に突き出している。これは 7 m から 75 m の高さのブンター砂岩の石柱群である。そのうちの一つの上に展望台が設けられている。

### 博物館
1989年に設立されたドイツ・ユグノー派博物館バート・カールスハーフェンは、旧市街のかつてのタバコ工場跡にあり、フランスとドイツのユグノー派の歴史を包括している。バート・カールスハーフェンの最初の住民は、そのプロテスタント信仰のためにフランスから逐われたユグノー派信者たちであった。この博物館は2006年に拡張され、系譜学研究所と市立文書館が追加され、展示スペースは、500 m2 となった。

### 余暇と保養
バート・カールスハーフェンはヴェーザー川沿いを歩くハイカーに人気で、多くの遊歩道が整備されている。ヴェーザー川の河岸にはキャンプ場とミニゴルフ場がある。
保養都市としてバート・カールスハーフェンには近代的な保養センターを有している。1986年には新しい枝条架が設けられた。

### ヴェーザー温泉
市内のクアプロムナード（温泉の緑地付き遊歩道）沿いに約2,000万ユーロを費やして温泉浴場が建設され、2004年12月18日にオープンした。この温泉は塩分含量 23 % で、深さ 1150 m から汲み上げている。初めこの温泉はクリスタル温泉ヴェーザーベルクラントと称し、クリスタルベーダー・グループに属していた。Alpine Bau AG による建設費と増大する前所有者の賃貸料のためにフュルトのクリスタルベーダー・グループは2009年までにバート・カールスハーフェン市に対して約1,220万ユーロの債務を負った。2009年の和解および譲渡契約への署名後、2009年10月1日からバート・カールスハーフェン市は子会社の Bäderbetriebe Weserbergland GmbH を引き取り、ヴェーザー温泉として事業の継続運営を引き継いだ。

## 人物

### 出身者
- ゼバスティアン・シャハテン（1984年 - ）サッカー選手

## 引用
1. ↑  Hessisches Statistisches Landesamt: Bevölkerung in Hessen am 31.12.2023 (Landkreise, kreisfreie Städte und Gemeinden, Einwohnerzahlen auf Grundlage des Zensus 2011)]
2. ↑  Max Mangold, ed (2005). Duden, Aussprachewörterbuch (6 ed.). Dudenverl. pp. 181, 455. ISBN 978-3-411-04066-7
3. ↑  “Sieg mit einer Stimme mehr: Dittrich ist neuer Bürgermeister von Bad Karlshafen”. Hessische/Niedersächsische Allgemeine. (2017年5月21日) 2019年9月29日閲覧。